# 凉山翠雀花
凉山翠雀花（学名：Delphinium liangshanense）为毛茛科翠雀属的植物，是中国的特有植物。分布在中国大陆的四川等地，生长于海拔3,000米的地区，多生在山地草坡，目前尚未由人工引种栽培。